# タニウチヒデキ
タニウチ ヒデキ（1972年11月15日 - ）は、日本の作曲家、編曲家。北海道出身。本名：谷内 秀基（読みは同じ）。
過去にロックバンド「Shocking Lemon」のギタリストとして、 『はじめの一歩』のオープニングテーマも担当していたが2007年に解散。
2012年5月22日午前10時45分頃 、神奈川県で大麻所持の容疑で逮捕された。彼は乾燥大麻1.5グラムとボングを所持していたところを発見された。

## 主な作品
- 2005年 - 闘牌伝説アカギ 〜闇に舞い降りた天才〜[3]
- 2005年 - お伽草子（第1 - 13話）[4]
- 2006年 - DEATH NOTE  ※平野義久と共同[5]
- 2008年 - RD 潜脳調査室 ※平野義久と共同[6]
- 2009年 - 青い文学シリーズ（第1 - 8話 , 第11 - 12話）[7]
- 2007年 - 逆境無頼カイジ Ultimate Survivor[8]
- 2011年  - 逆境無頼カイジ 破戒録篇[9]